# Mnich (Nová Bystřice)
Mnìch (deutsch Münichschlag) ist eine Wüstung in Südmähren, Tschechien. Sie befindet sich zwei Kilometer südlich von Nová Bystřice im Okres Jindřichův Hradec. Der Ort war als ein Breitangerdorf angelegt. Er wurde im Jahre 1951 aufgelöst und seine Fluren an Nová Bystřice angeschlossen.

## Geographie

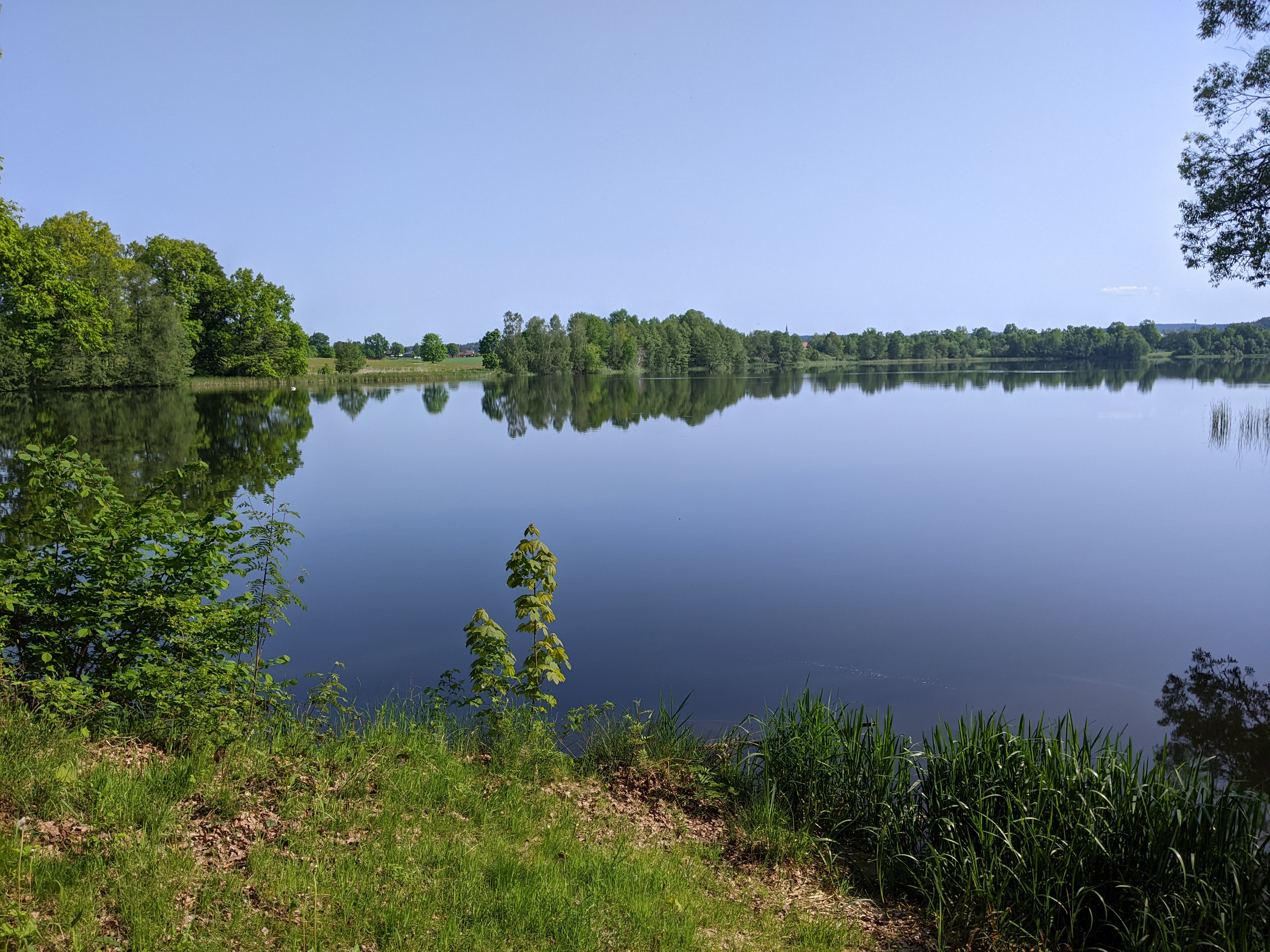
Münichschläger Teich

Der Ort lag in 588 m ü. M. unterhalb des Mníšský rybník (Münichschläger Teich) an der Dračice. 800 m südlich befindet sich die österreichisch-tschechische Grenze. Nachbarorte waren im Norden Nová Bystřice (Neubistritz), im Osten Obora und Artolec (Artholz), südöstlich Grametten, südlich Griesbach, südwestlich Haugschlag, im Westen Rottal und die Blankohäuser sowie nordwestlich Nový Vojířov und Smrčná.

## Geschichte
Bereits 1188 ist der Ort urkundlich erwähnt, womit Münichschlag zu den ältesten Orten in Südmähren gehörte. Der Ort wurde vom Johanniterorden gegründet und von der Kommende in Mailberg in Niederösterreich verwaltet. In den Hussitenkriegen wurde der Ort im Jahre 1420 völlig zerstört. 1487 wird Münichschlag als Teil der Herrschaft Landstein ausgewiesen. Später kam der Ort zur Herrschaft Neubistritz und gehörte dieser bis 1848 an. Während des Dreißigjährigen Krieges wurde Münichschlag ebenfalls geplündert und verwüstet. Die Matriken des Ortes wurden seit 1664 in Neubistritz geführt. Im Jahre 1895 wurde die Volksschule zweiklassig. 
Im Laufe der Jahre änderte sich die Schreibweise des Ortes mehrmals. So schrieb man 1188 „Munuslohe“, 1407 „Munichslaa“, 1487 „Minislog“, 1575 „Mynyslog“, 1654 „Mynsslog“, 1790 „Minichschlog“ und schließlich ab 1854 „Münichschlag“.
Nach dem Ersten Weltkrieg und dem Vertrag von Saint-Germain, 1919, wurde der Ort, dessen Bewohner im Jahre 1910 ausschließlich der deutschen Sprachgruppe angehörten, Bestandteil der neuen Tschechoslowakischen Republik. 
In der Zwischenkriegszeit kam es durch Neubesetzung von Beamtenposten und neuen Siedlern zu einem vermehrten Zuzug von Personen tschechischer Identität. Nach dem Münchner Abkommen,  kam der Ort 1938 an das Deutsche Reich und wurde ein Teil des Reichsgaus Niederdonau. 
Im Zweiten Weltkrieg hatte der Ort 33 Opfer zu beklagen. Nach dessen Ende  hatten die Siegermächte  der Forderung der ČSR-Regierung Beneš entsprochen und die im Münchener Abkommen  an Deutschland übertragenen Territorien,  wieder der Tschechoslowakei zugeordnet. Am 28. Mai 1945 wurden Münichschlag sowie die umliegenden Orte system- und zeitgleich von  militanten Tschechen besetzt. Sie nahmen fünf Männer als Geiseln und vertrieben anschließend die Ortsbevölkerung und zuletzt die Geiseln über die Grenze nach Österreich. Laut dem Beneš-Dekrete 108 wurde das Vermögen der deutschen Einwohner sowie das öffentliche und kirchliche deutsche Eigentum konfisziert und unter staatliche Verwaltung gestellt. In Österreich konnten zehn Personen verbleiben, die anderen Vertriebenen wurden nach Deutschland weiter transferiert.
Aufgrund der Nähe des Ortes zur österreichischen Grenze wurde der Ort nicht neu besiedelt, sondern eingeebnet. 1951 wurde die 503 ha umfassende Gemarkung der Stadt Nová Bystřice zugeordnet.

## Wappen und Siegel
Ein Abbild des ältesten Gemeindesiegels konnte bis heute noch nicht vorgefunden werden. In der 2. Hälfte des 19. Jahrhunderts führte Münichschlag ein kleines Siegel, welches innerhalb eines Perlenkranzes die Umschrift "DORF MINICHSCHLAG" zeigte. Die Mitte des Siegels zeigte eine Blütenstaude mit drei Blüten.

## Bevölkerungsentwicklung
| Volkszählung | Einwohner gesamt | Volkszugehörigkeit der Einwohner | Volkszugehörigkeit der Einwohner | Volkszugehörigkeit der Einwohner |
| Jahr         | Einwohner gesamt | Deutsche                         | Tschechen                        | Andere                           |
| ------------ | ---------------- | -------------------------------- | -------------------------------- | -------------------------------- |
| 1880         | 403              | 403                              | 0                                | 0                                |
| 1890         | 434              | 434                              | 0                                | 0                                |
| 1900         | 471              | 471                              | 0                                | 0                                |
| 1910         | 471              | 471                              | 0                                | 0                                |
| 1921         | 427              | 395                              | 10                               | 22                               |
| 1930         | 354              | 312                              | 23                               | 19                               |

## Sehenswürdigkeiten
- Romanische Kirche (11. Jahrhundert), 1471 nach Brand neu aufgebaut, Umbau (1721) mit Rokoko-Hauptaltar
- Statuen des Hl. Wolfgang und des Johannes des Täufers
- Böhm-Kreuz
- Kriegerdenkmal (1940)

## Brauchtum
Am 24. Juni wurde an fünf verschiedenen Stellen das traditionelle "Besenbrennen" abgehalten.